# You Are the Only One
You Are the Only One è un singolo del cantante russo Sergej Lazarev, pubblicato il 5 marzo 2016 come primo estratto dal sesto album in studio The One.
Il brano è stato scritto da John Ballard e Ralph Charlie e composto da Filipp Kirkorov e Dimitris Kontopoulos.
Il 10 dicembre 2015 è stato confermato che Sergej Lazarev avrebbe rappresentato la Russia all'Eurovision Song Contest 2016 e che la sua canzone era stata selezionata da una giuria di cui ha fatto parte il direttore generale del canale russo Rossija 1, Gennadij Gochštejn. La canzone scelta, You Are the Only One, è stata pubblicata insieme al suo video, nel quale è presente la vincitrice del concorso di bellezza Miss Russia 2015 Vladislava Evtušenko. Sergej ha cantato You Are the Only One per nono nella prima semifinale del 10 maggio sul palco dell'Eurovision a Stoccolma e si è qualificato per la finale del 14 maggio, dove ha cantato per diciottesimo su 26 partecipanti.
Sergej ha vinto la semifinale, arrivando primo su 18 nel televoto con 194 punti e secondo nel voto della giuria, solo dietro a Malta, con altri 148 punti, totalizzandone 342. Nella finale si è classificato terzo, dietro all'Ucraina e all'Australia, con 491 punti in totale. Sergej è stato il più televotato della serata, ottenendo 361 punti dal pubblico e vincendo il televoto in Armenia, Azerbaigian, Bielorussia, Bulgaria, Estonia, Germania, Lettonia, Moldavia, Serbia e Ucraina; in Italia è stato il terzo più votato, dopo l'Ucraina e la Polonia. Tuttavia, avendo ottenuto solo 130 punti dal voto delle giurie, nel quale si è classificato quinto, non è riuscito a superare i punteggi di Ucraina e Australia. Sergej ha ottenuto il massimo dei punti dalle giurie di Azerbaigian, Bielorussia, Cipro e Grecia.

## Tracce
1. You Are the Only One – 3:06

## Classifiche

### Classifiche settimanali
| Classifica (2016) | Posizione massima |
| ----------------- | ----------------- |
| Austria           | 40                |
| Belgio (Fiandre)  | 72                |
| Francia           | 53                |
| Russia            | 16                |
| Svezia            | 34                |
| Ucraina           | 150               |

### Classifiche di fine anno
| Classifica (2016) | Posizione |
| ----------------- | --------- |
| Russia            | 152       |